# Nozomi Hiroyama
Nozomi Hiroyama (廣山 望, Hiroyama Nozomi, Sodegaura, 6 mei 1977) is een Japans voormalig voetballer die als middenvelder speelde.

## Japans voetbalelftal
Nozomi Hiroyama debuteerde in 2001 in het Japans nationaal elftal en speelde 2 interlands.

## Statistieken
| Japans voetbalelftal | Japans voetbalelftal | Japans voetbalelftal |
| Jaar                 | Wed.                 | Dlp.                 |
| -------------------- | -------------------- | -------------------- |
| 2001                 | 2                    | 0                    |
| Totaal               | 2                    | 0                    |